# Ballana curvidens
Ballana curvidens är en insektsart som beskrevs av Delong 1937. Ballana curvidens ingår i släktet Ballana och familjen dvärgstritar. Inga underarter finns listade i Catalogue of Life.